# クリスティアン・ダニエル・ラウフ

クリスティアン・ダニエル・ラウフ作、プロイセン王妃ルイーゼの棺 (1810年代)

クリスティアン・ダニエル・ラウフ（Christian Daniel Rauch、1777年1月2日 - 1857年12月3日）は、ドイツの彫刻家である。

## 略歴
バート・アーロルゼンでヘッセン＝カッセル方伯フリードリヒ2世の従者の息子に生まれた。13歳でヘッセンで宮廷彫刻家、フリードリヒ・ファレンティン（Friedrich Valentin: 1752-1819）の弟子になり、その後、カッセルでヨハン・クリスティアン・ルール（Johann Christian Ruhl: 1764-1842）にも学んだ。 
1796年に父親が亡くなり、翌年兄も亡くなったため、母親と弟を養うためにベルリンに移り、プロイセン王フリードリヒ・ヴィルヘルム2世の従者の仕事に就いた。1797年末にフリードリヒ・ヴィルヘルム2世が亡くなり、その後は新王フリードリヒ・ヴィルヘルム3世の王妃ルイーゼに仕えた。余暇に彫刻を学び、ヨハン・ゴットフリート・シャドウ（1764-1850）が校長を務めるプロイセン王立芸術アカデミーの夜間コースでも学んだ。1802年に展覧会に作品を出展し、1803年にはシャドウの助手として働くことになった。
1804年に国王フリードリヒ・ヴィルヘルム3世の奨学金を得てローマに留学し、ローマで有力な学者のヴィルヘルム・フォン・フンボルトや新古典主義の彫刻家のアントニオ・カノーヴァ、デンマークの彫刻家のベルテル・トルバルセンらと知り合った。イタリアには6年間滞在し、ローマやカッラーラで働いた。
1810年に王妃ルイーゼが亡くなると、ヴィルヘルム・フォン・フンボルトの推薦でラウフがルイーゼの石棺の制作をし、この石棺は1815年ベルリン、シャルロッテンブルク宮殿の霊廟に設置された。
ドイツに帰国後、有力者の多くの胸像やモニュメントマクシミリアン1世 (バイエルン王)を制作し、1819年にプロイセン王立芸術アカデミーの教授に任命された。同じ年に「石膏像工房（Gipsformerei）」の初代館長に就任し、ベルリン国立美術館に展示するための彫像の石膏コピーの制作を指揮した。彫刻作品の修復についてもアドバイスした。
ラウフの代表作であるフンボルト大学ベルリンの前にある「フリードリヒ2世騎馬像」は建築家のカルル・フリードリッヒ・シンケルとともに、1830年から計画を始め、1851年に落成した 。
1853年にバイエルンマクシミリアン科学芸術協会勲章（Bayerischer Maximiliansorden für Wissenschaft und Kunst）を受勲した。プロイセンのプール・ル・メリット勲章を受勲し、ベルリンの名誉市民の称号も得た。
1857年にドレスデンで亡くなった。

## 作品

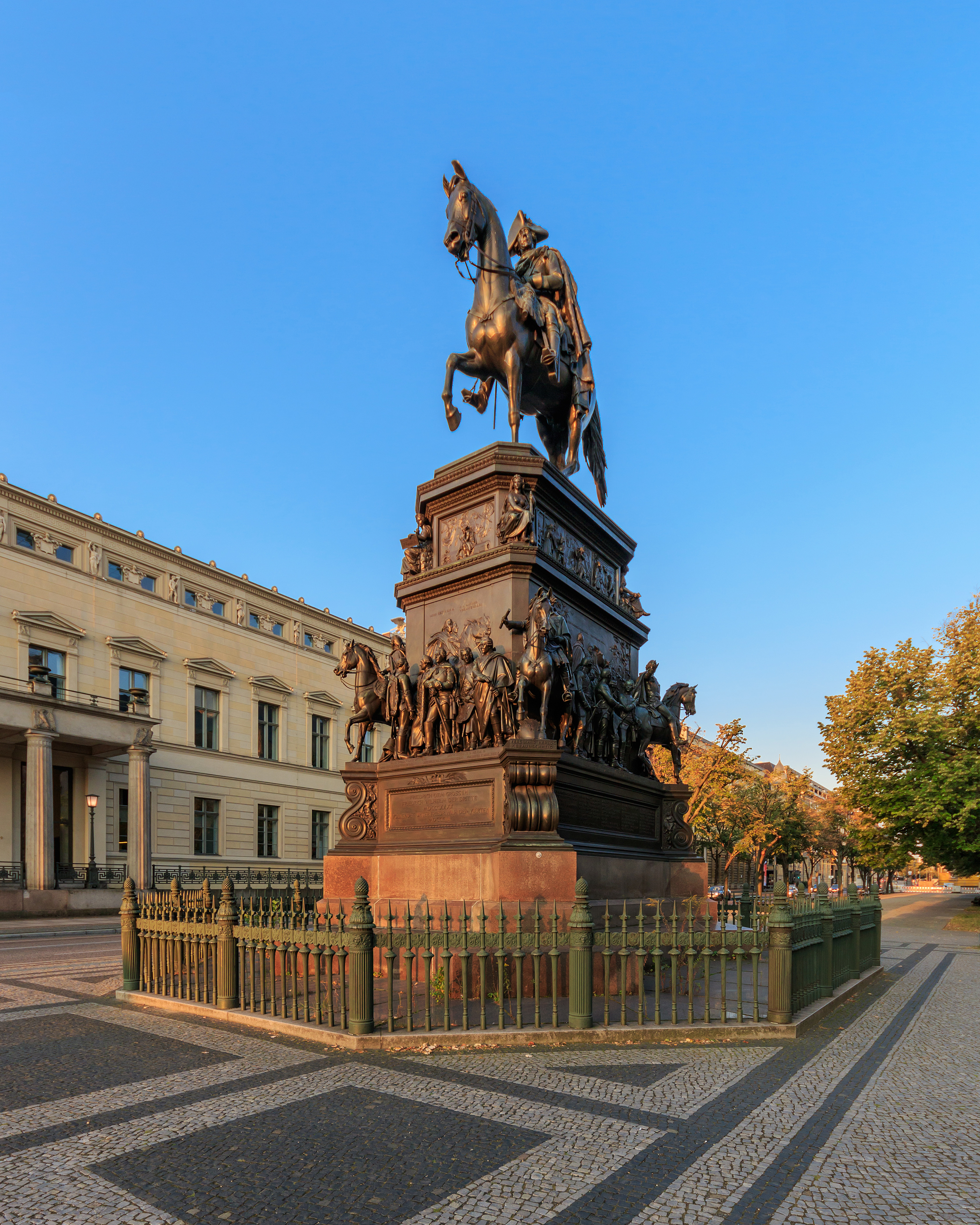
「フリードリヒ2世騎馬像」(1851)
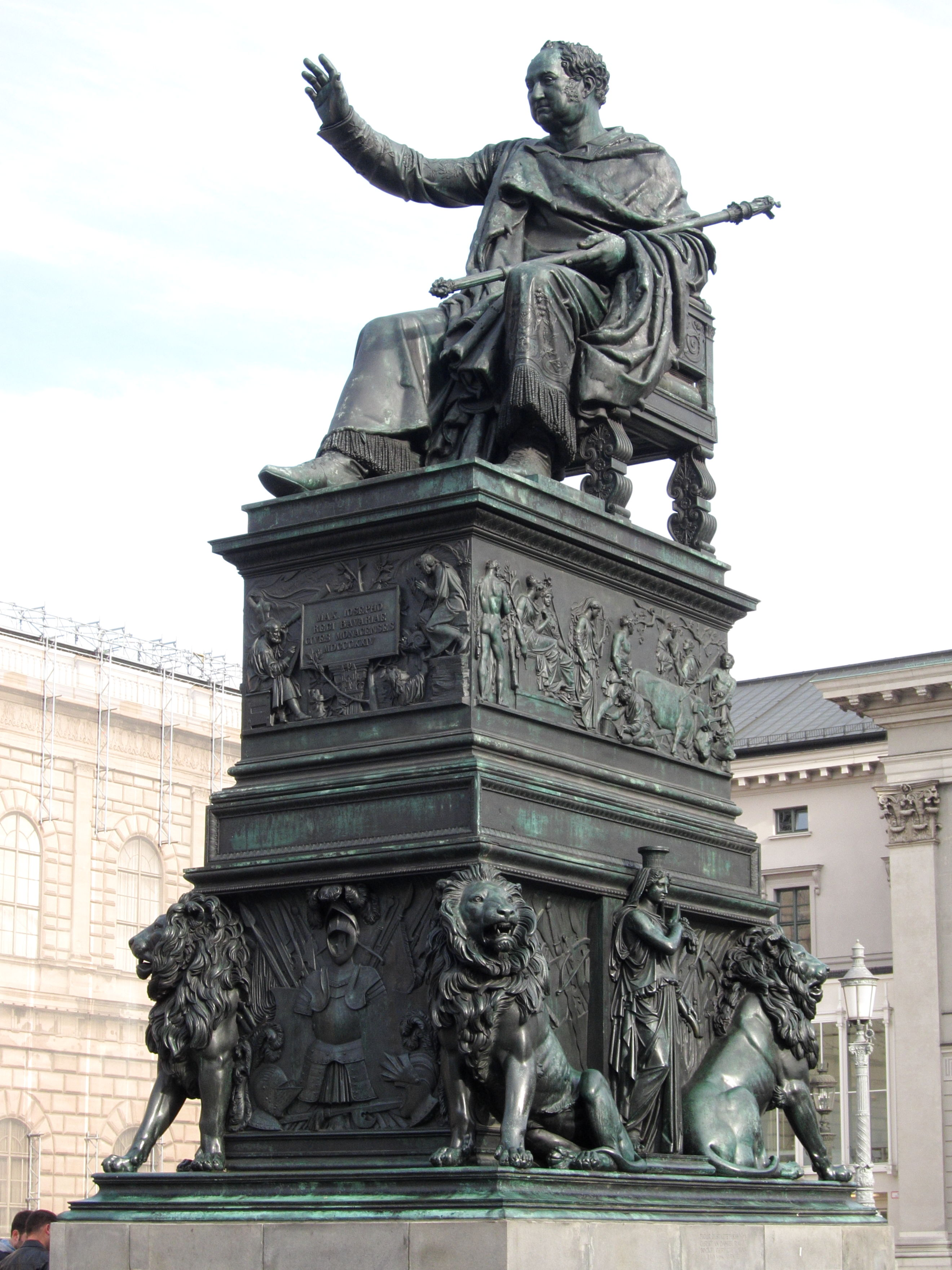
ミュンヘンのバイエルン王マクシミリアン1世のモニュメント
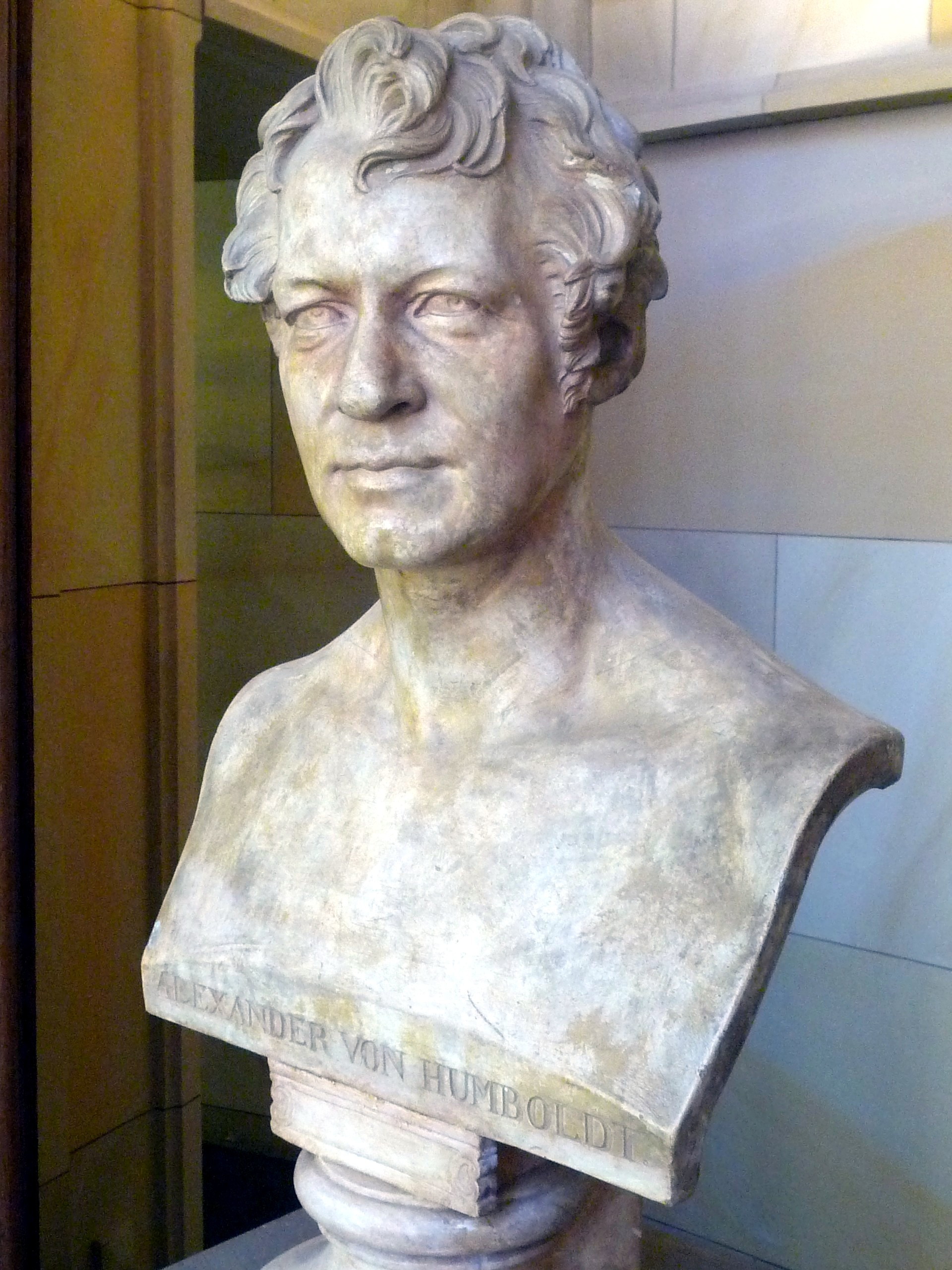
アレクサンダー・フォン・フンボルトの胸像(1823)
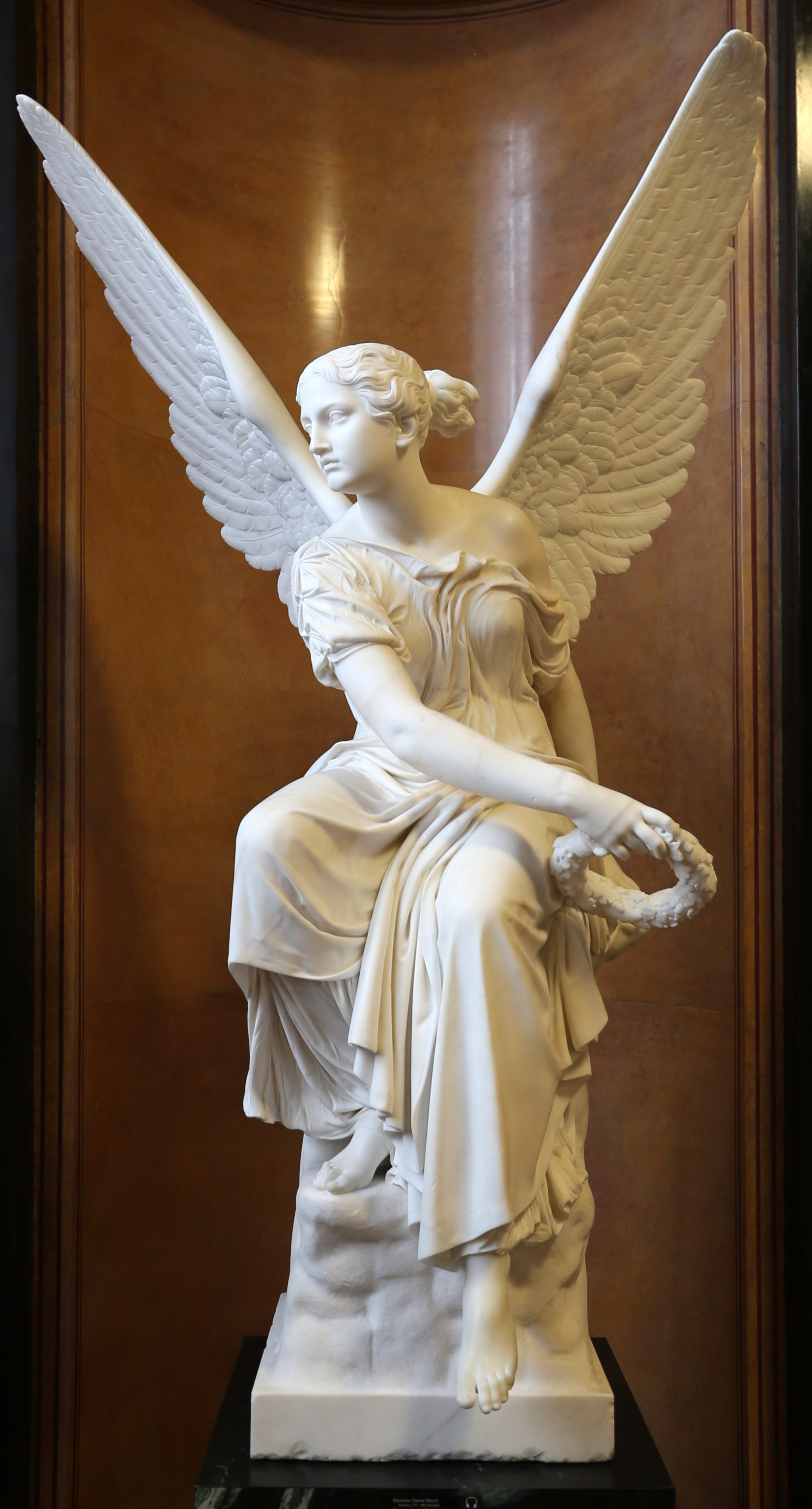
花輪を投げるウィクトーリア  (1845) 旧国立美術館 (ベルリン)